# Periegetes
Een periegetes (Oudgrieks: περıηγητής/ periêgêtês - "hij die rondleidt") was in het oude Griekenland de benaming van een schrijver van een reisverslag, waarin de merkwaardigheden, voornamelijk bouw- en kunstwerken, van enkele poleis of landschappen worden vermeld en beschreven.
De belangrijkste vertegenwoordigers van dit genre, dat sinds de 3e eeuw v.Chr. zeer populair was, waren Polemon van Ilion (ca. 200 v.Chr.) en de Athener Heliodoros, wiens geschriften echter zijn verloren gegaan en waarvan slechts weinige fragmenten ons resten. Grotere fragmenten bezitten we van de reisbeschrijving van een zekere Herakleides en van het interessante werk van Kallixenos van Rhodos (ca. 215 v.Chr.) over Alexandria. Van de geschriften in dit genre is enkel de Beschrijving van Griekenland (Ἑλλάδος περιήγησις) door Pausanias (ca. 170 n.Chr.) volledig bewaard. Uit dit werk worden ook de eigenlijke geografische schrijvers, bv. Dionysios, met de naam Periegetes aangeduid. De fragmenten van de periegetische literatuur is verzameld in Müllers "Fragmenta historicorum Graecorum" (Par. 1841-70, 5 Bde.).